# Wilhelm Radloff
Friedrich Wilhelm Radloff (født 17. januar 1837 i Berlin, død 12. maj 1918 i Petrograd) var en tysk-russisk sprogforsker og rejsende.

## Liv og gerning
Efter at have drevet sprogvidenskabelige studier i Halle, Berlin og Jena drog Radloff i 1858 til Sankt Petersborg og blev i 1859 lærer ved bjergværksskolen i Barnaul i Vestsibirien, hvorfra han i de følgende år foretog mange rejser blandt de i Sibirien levende nordtyrkiske stammer. I 1871 blev han kredsinspektør for de muhamedanske skoler i Kasan, i 1884 direktør for det asiatiske museum i Sankt Petersborg og medlem af Videnskabernes Akademi sammesteds. For studiet af de tyrkiske, særlig de nordtyrkiske, sprog og folk har han udfoldet en energisk og i visse henseender fortjenstlig virksomhed, hvis værdi dog kun alt for ofte forringes ved hans stærkt fremtrædende mangel på filologisk metode og akribi.

## Forfatterskab
De vigtigste af hans større arbejder er:
- Proben der Volkslitteratur der (nördlichen) türkischen Stamme (10 bind Tekst og 10 Bd Overs., 1866—1904),
- Vergleichende Grammatik der nördlichen Türksprachen, I, Phonetik (1882—83);
- Aus Sibirien, lose Blätter aus dem Tagebuche eines reisenden Linguisten (2 bind, 1884, 2. oplag, 1899);
- Versuch eines Wörterbuches der türkischen Dialekte (Bind I, 1. 1893; Bind I, 2. 1893; Bind II, 1. 1899; Bind II, 2. 1899);
- Arbeiten der Orchon-Expedition; Atlas der Alterthümer der Mongolei (1892 ff.).

Endvidere har han udgivet det store uiguriske digt Kudatku Bilik i faksimile (1890) og typografisk gengivelse (1891) samt en transskriberet tekst og Oversættelse (1900). Under titlen Die alttürkischen Inschriften der Mongolei (1894—95) med fortsættelserne Neue Folge (1897) og Zweite Folge (1899) har han givet forskellige mer eller mindre heldige, til dels ganske ubrugelige bearbejdelser af Orkhon- og Jenisej-indskrifterne.